# Яковлєв Михайло Сергійович
Миха́йло Сергі́йович Я́ковлєв (1967—2023) — український військовослужбовець, учасник російсько-української війни.

## Життєпис
Народився 1967 року в Іллічівську Одеської області. Школу та професійне училище № 115 закінчив в Черкасах; здобув спеціальність автослюсаря. Проходив строкову службу в Німеччині; стрілець-артилерист. Після служби жив з сім'єю у Смілі, вивчився на машиніста; працював в локомотивному депо. Згодом працював приватним підприємцем. За економічної кризи пішов працювати в службу таксі у Києві.
Перед повномасштабним вторгнення працював за кордоном. 25 лютого 2022 року повернувшись в Україну добровільно пішов в ЗСУ. Стрілець третьої стрілецької роти; військова частина не уточнена. Обороняв Попасну Луганської області, де отримав поранення. Після поранення, служив на кордоні з Придністров‘ям. Пізніше був направлений обороняти Бахмут.
Загинув 29 квітня 2023 року.

## Нагороди
- Орден «За мужність» III ступеня[2].